# Daisuke Miura
Daisuke Miura, född den 25 december 1973, är en japansk idrottare som tog brons i baseboll vid olympiska sommarspelen 2004 i Aten.